# Шилин, Олег Иванович
Олег Иванович Шилин (3 декабря 1931, Ленинград) — советский футболист, полузащитник, тренер.

## Биография
Окончил ремесленное училище № 14 (декабрь 1946 — июнь 1948), ГОЛИФК имени П. Ф. Лесгафта (1962—1969). Работал слесарем на заводе 466 МАП (июль 1948 — октябрь 1954), на госзаводе п/я 476 (декабрь 1956 — январь 1957). Армейскую службу проходил в октябре 1954 — ноябре 1956, выступал за сборную Северного флота, СКЧФ (Севастополь). Слесарь 6 разряда, мастер, инженер (п/я 609, январь 1962 — март 1971).
В феврале — июне 1957 играл за дубль ленинградского «Зенита». В 1957—1960 годах играл за «Авангард»/«Адмиралтеец», в 1958, 160 годах провёл 9 матчей в классе «А». В 1961 году был в составе «Динамо» Ленинград.
Работал тренером в СДЮШОР «Смена» (март 1971 — октябрь 1978), СК «Арсенал» Ленинград (ноябрь 1978 — март 1980), «Светотехнике» Саранск (март — июль 1980), ДЮСШ «Невский завод» (август 1980 — март 1982), в профкоме НПО «Ленинец» (с апреля 1982).